# Kwiecień
Kwiecień – czwarty miesiąc w roku, według kalendarza gregoriańskiego ma 30 dni.

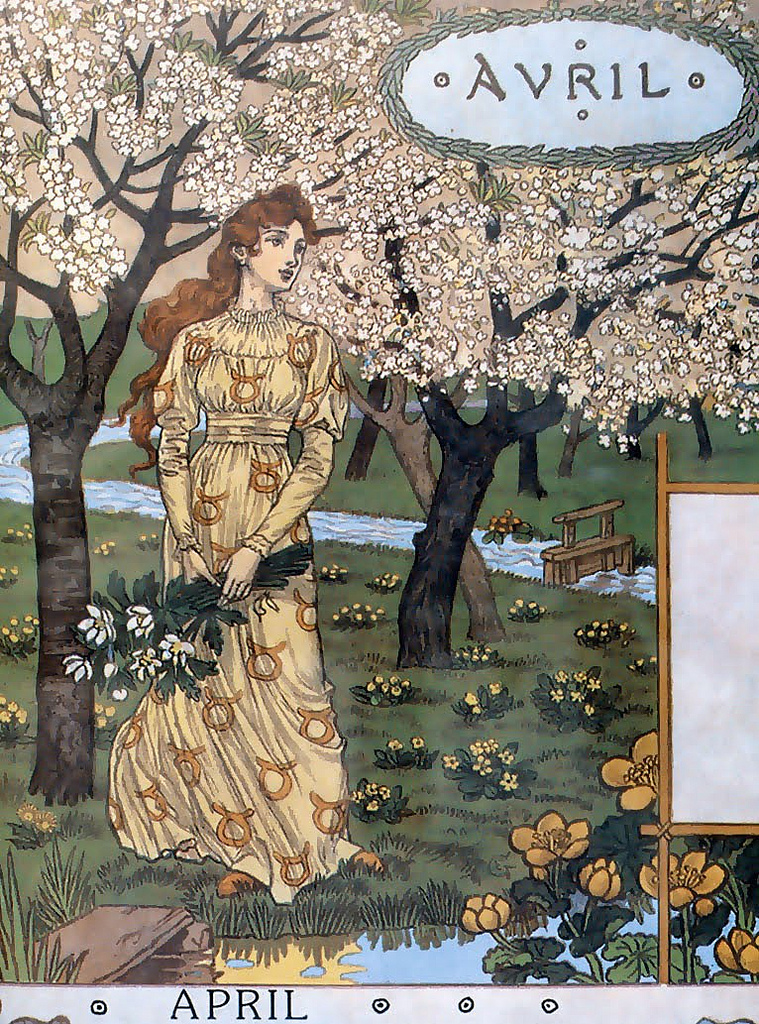
Kwiecień, ilustracja Eugène Grasseta, 1896

Kwiecień jest miesiącem wiosennym na półkuli północnej, a jesiennym na południowej.
Kwiecień zawsze zaczyna się w ten sam dzień tygodnia co lipiec, a w latach przestępnych dodatkowo także co styczeń.
Nazwa miesiąca (według Aleksandra Brücknera) pochodzi od kwitnących wtedy kwiatów (por. ukr. квітень / kwiteń; cz. květen ‛maj’). Dawniej używane były również nazwy: łżykwiat (lub łudzikwiat), brzezień – od brzozy (por. cz. březen i ukr. березень / berezeń ‛marzec’) i dębień (por. czes. duben ‛kwiecień’). Łacińska nazwa Aprilis (zobacz: kalendarz rzymski) została zapożyczona przez większość języków europejskich.